# Plañidera

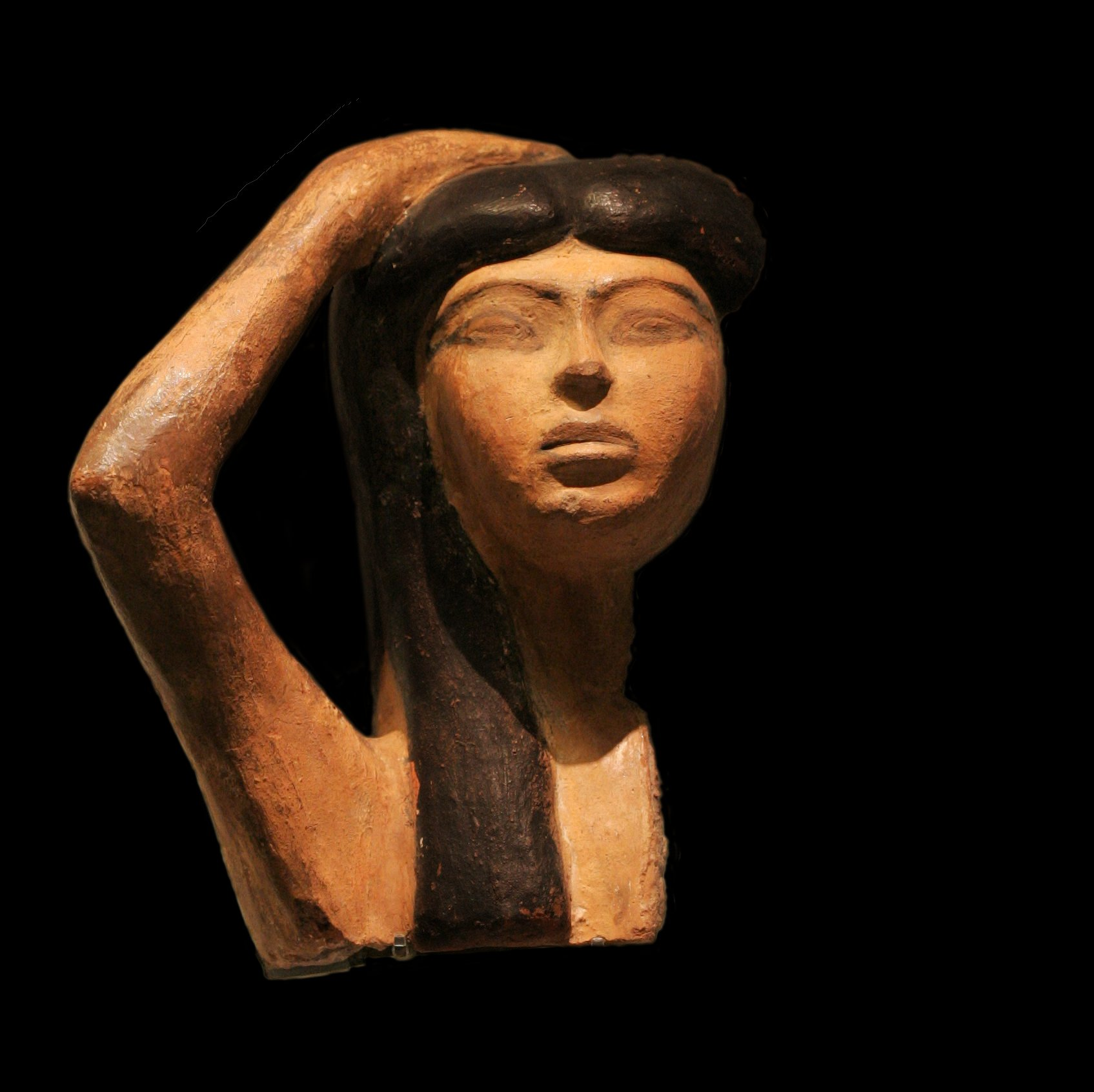
Plañidera egipcia, probablemente Isis llorando a Osiris. Dinastía XVIII, 1550 - 1295 a. C. Museo del Louvre.

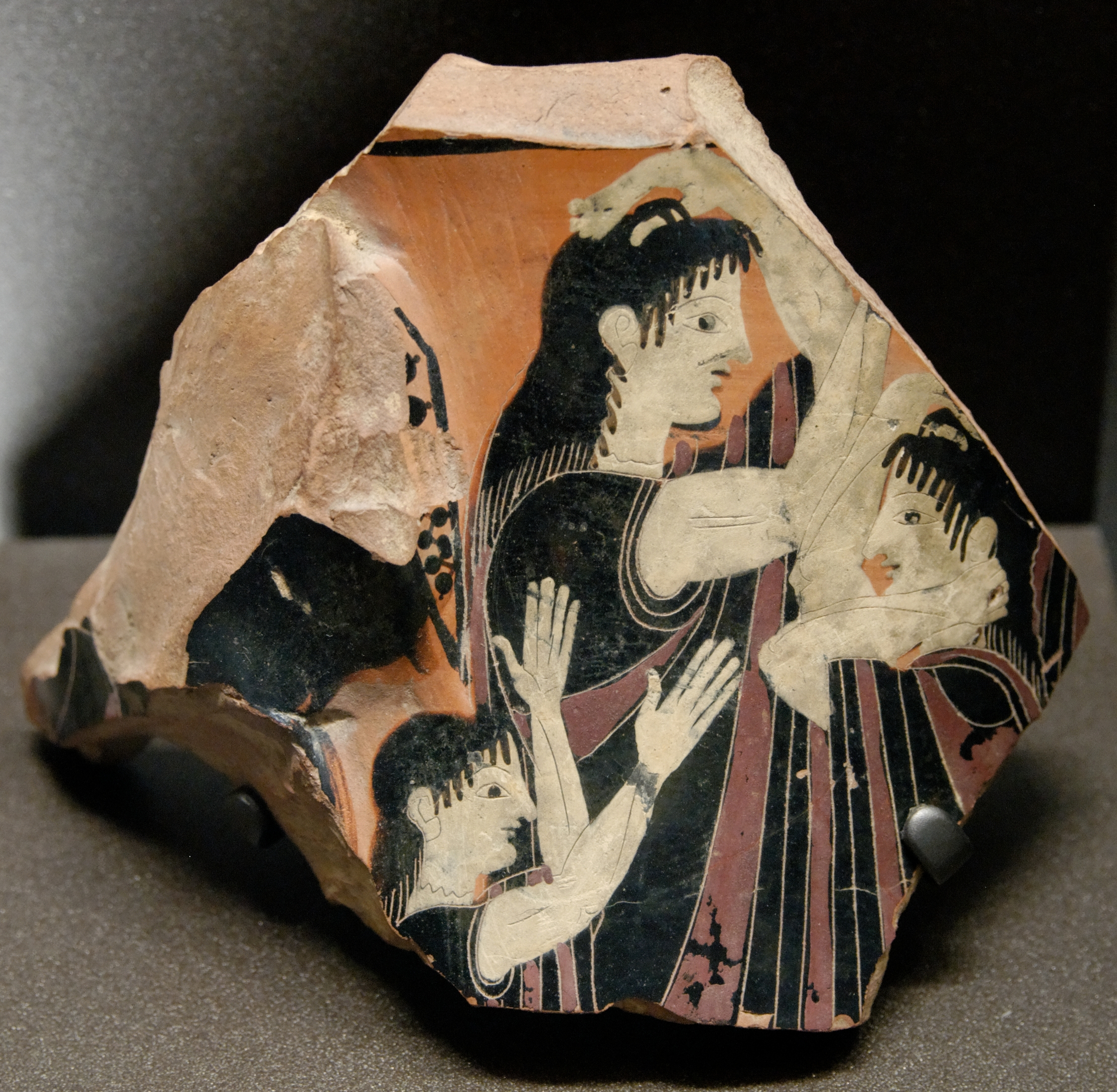
Duelo en un fragmento de cerámica ática, c. 535–525 a. C.

La plañidera (del latín plangere) era una mujer a la que se le pagaba por ir a plañir al rito funerario o al entierro de los difuntos. Aparece en documentación iconográfica y documental desde la Antigüedad y en algunos países del mundo, diferentes culturas siguen practicando usos similares.
Su uso siempre ha sido variable dentro del ritual fúnebre, abarcando desde la posibilidad de contagiar o provocar por imitación el llanto en los deudos para efectuar una catarsis del duelo, hasta para realzar la importancia social de un difunto. Las plañideras no están exentas de creencias espirituales, según Tom Lutz, en su libro El llanto: historia cultural de las lágrimas, en la Antigüedad el llanto de las plañideras ayudaba a limpiar el alma del difunto, y llevarla a la plenitud. 
La mayoría de las personas contratadas para llevar a cabo el acto de duelo profesional eran de sexo femenino. Se consideraba que los hombres no eran aptos para ello porque se suponía que debían ser los cabezas de familia, fuertes, y poco dispuestos a mostrar algún tipo de emoción descarnada como el dolor, razón por la cual las mujeres eran plañideras profesionales. Era socialmente aceptable que las mujeres expresaran dolor, y expresar dolor es importante cuando se trata de llorar un cuerpo en términos de religión. Además, en un mundo lleno de trabajos hechos exclusivamente para varones, daba a las féminas un sentimiento de orgullo por poder ganar dinero de alguna manera. Las plañideras también eran vistas como un signo de riqueza. Cuantas más plañideras o dolientes seguían el féretro, más respetado era el difunto en la sociedad.
Están documentadas desde el Antiguo Egipto debido a un tabú que prohibía a los deudos llorar en público. También existieron en la Antigua Grecia. Durante la Antigua Roma, durante el cortejo fúnebre, precedían al féretro situándose detrás de los portadores de las antorchas: con el pelo suelto en señal de luto, entonaban lamentos fúnebres y elevaban alabanzas al difunto, acompañadas de instrumentos musicales, a veces rascándose la cara y arrancándose mechones de pelo. Actualmente, además de seguir ejerciendo su oficio dentro de los ritos fúnebres de algunas culturas, también se han vuelto un espectáculo dentro de algunas festividades mortuorias.

## Egipto antiguo

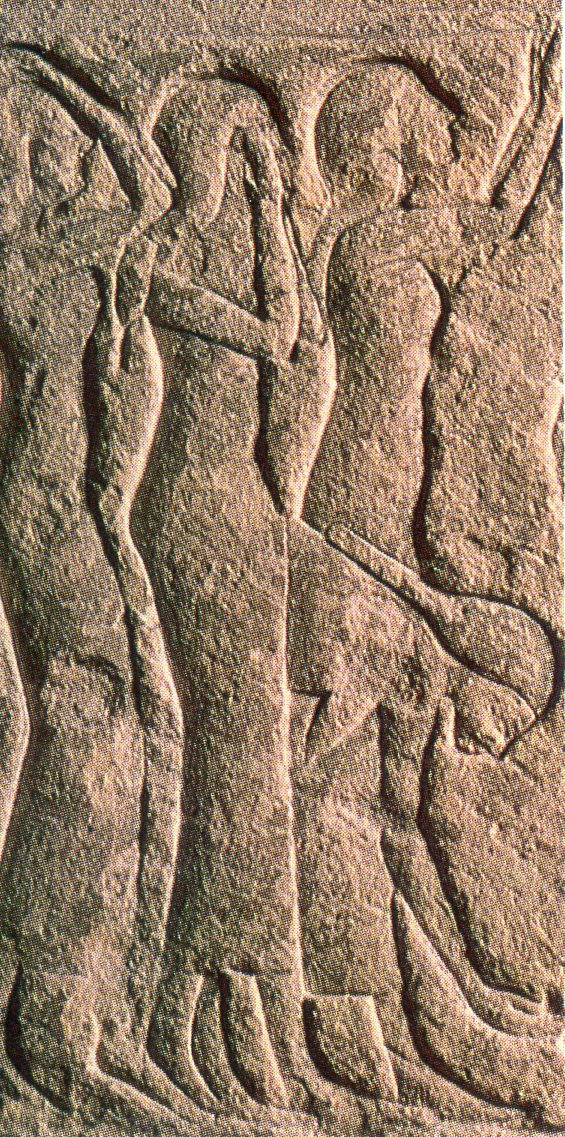
Plañideras egipcias representadas en una tumba.

Durante la época del Egipto antiguo, las plañideras hacían una ostentosa demostración de dolor que incluía el pelo revuelto, fuertes lamentos, golpearse los pechos descubiertos, embadurnar el cuerpo con suciedad y todos los signos de comportamiento descontrolado y el desorden de la pena.
 Hay muchas inscripciones en tumbas y pirámides de multitudes que siguen a un cadáver durante el cortejo fúnebre. Sin embargo, las más importantes de estas mujeres eran las dos que personificaban a las diosas Isis y Neftis.
Isis y Neftis eran diosas egipcias que desempeñaban un papel especial cuando alguien moría. Las plañideras profesionales debían hacerse pasar por ellas como parte del ritual del duelo. En la mayoría de las inscripciones observadas, una de ellas se encuentra a ambos lados del cadáver. También existen normas para la personificación de estas dos diosas, por ejemplo, el cuerpo debía estar completamente afeitado, no debía tener hijos y debía llevar los nombres de Isis o Neftis tatuados en los hombros para su identificación. Durante el Egipto antiguo se observan pruebas de duelo profesional a través de diferentes inscripciones en pirámides y tumbas. Diferentes inscripciones muestran a féminas junto a las tumbas sosteniendo sus cuerpos de formas que muestran dolor, como manos sujetando la nuca, cruzando los brazos sobre el pecho, arrodillándose y/o doblando el cuerpo hacia delante.

## En el rito judío
Para expresar de un modo más enérgico la desolación que debía causar al pueblo judío la devastación de Judea, el profeta Jeremías dice que el Dios de Israel mandó a su pueblo a hacer venir lloronas que él designa bajo el nombre de «lamentatrices». Este uso del pueblo hebreo pasó a otras naciones y sobre todas, se conservó entre los griegos y romanos. Estos últimos daban el nombre de praefica a la principal de cada comitiva de lloronas porque era ella la que encabezaba los lamentos y la que daba a sus compañeras el tono de tristeza que convenía según la clase del difunto. 
Las lloronas iban cubiertas con un velo y llevaban un vaso en que recogían las lágrimas que derramaban. Estos vasos llamados «lacrimatorios» se encerraban con mucho cuidado dentro de la urna donde se depositaban las cenizas del difunto. Como no se alquilaban lloronas sino para los entierros de los ricos,  no se colocaban «vasos lacrimatorios» en las urnas de los pobres para demostrar a la posteridad que ninguna persona había llorado en muerte en sus exequias. 
Se encuentran representaciones de plañideras desde el arte egipcio y llegaron a ser representaciones características en tumbas, sobre todo durante el período gótico.

## En México
En México aún se tiene registro de la existencia de plañideras, un oficio que si bien se encuentra en extinción, sigue ejerciéndose de diversas maneras. Este oficio ha cambiado sus modos de operar entre la sociedad, derivándose poco a poco hacia el espectáculo. Cada año se realiza el concurso de Plañideras, en el Festival del Día de Muertos en San Juan del Río (Querétaro), en el cual las Plañideras efectúan una actuación en la que lloran y se lamentan por alguna celebridad muerta recientemente. En dicha presentación se hace énfasis en las capacidades teatrales de las mujeres, y es visto por los asistentes como si fuera una función teatral o musical. 

Aun así, en México se tiene conocimiento de algunas plañideras que ejercen su oficio en tiempos modernos dentro de los rituales fúnebres, generando con su actividad un ingreso que les ayuda a sobrevivir. Tal es el caso de María González Parra, una de las pocas plañideras de las que se tiene noticia en la actualidad, y quien señala que continúa con el oficio de plañidera por una tradición familiar:
“Cuando yo tenía 33 años mi madre murió. Ella era plañidera, yo nunca estuve de acuerdo en que se ganara la vida asistiendo a funerales ajenos, pero era la única forma en la que obtenía un ingreso. Cuando ella falleció, caí en depresión y decidí dedicarme al mismo oficio porque perdí mi antiguo empleo.”
Las plañideras son conocidas también con el nombre de lloronas, chillonas o mariquitas.

## SigloXX
Herencia de las plañideras pueden considerarse los coros de mujeres que lloran y se lamentan en las procesiones de Semana Santa en España, en especial en la del Santo Entierro.
En Inglaterra hay una empresa que se ha especializado en este nicho de mercado y ofrecen figurantes para que haya mayor asistencia cuando:
- el muerto no fue muy popular.
- se trasladó hace poco a una ciudad y aun no tenía muchos conocidos.
- acude poca gente al tanatorio y la familia quiere que haya un funeral multitudinario.

No solo lloran sino que además fingen que eran amigos del muerto y conversan con otras personas comentando detalles personales del fallecido para que parezca que realmente eran conocidos, es decir, se informan sobre la vida del que está en el ataúd y comentan anécdotas sobre esta persona.

## En la cultura popular
La canción La plañidera del cantautor peruano Raul Vasquez hace referencia a estas mujeres, relatando algunos pormenores del oficio: «La plañidera / la plañidera / que sus lágrimas vendió / la plañidera / la plañidera / llora a quien no conoció». 
La película mexicana Elvira, te daría mi vida pero la estoy usando de Manolo Caro tiene como personaje principal a una mujer que por circunstancias de la vida tiene que convertirse en una plañidera.